# Histoire des Francs
L'Histoire des Francs est une œuvre de Grégoire de Tours, évêque de Tours et historien, au VIe siècle. Le titre originel de l'ouvrage est Dix livres d’histoire (Decem libros historiarum). Il s'agit d'une histoire universelle du monde et de l'Église, écrite dans une perspective eschatologique, de la Genèse aux règnes des rois francs, en 572, à laquelle s'ajoute un ensemble de récits de vies de saints gaulois, composés de 574 à la mort de Grégoire et réunis sous le nom de Livre(s) des miracles.

## Œuvre
Le récit accorde une large place à la Gaule mérovingienne, que Grégoire connaît mieux que le reste du monde : cinq des dix livres et le Livre des miracles concernent l'époque de l'auteur. Ce dernier en donne une image plutôt sombre, mettant l'accent sur les conséquences désastreuses du comportement de certains rois, par opposition au comportement de leurs aïeux chrétiens, à commencer par Clovis. C'est à travers l'Histoire des Francs de Grégoire de Tours que nous est parvenue l'histoire du vase de Soissons ou du baptême de Clovis.
Pour cette raison, l'œuvre a pu être ultérieurement rebaptisée Histoire des Francs (Historia Francorum) ou Geste des Francs (Gesta Francorum) ou plus simplement Chroniques (Chronicae). Elle fait en tous cas de Grégoire de Tours le père d'une « histoire nationale » des Francs, le principal historien des Mérovingiens et la source majeure dont nous disposons sur leurs règnes.
L'œuvre de cet éducateur était destinée au peuple chrétien à l'époque, de sorte que soit encore améliorée leur connaissance de l'histoire au regard de la conversion d'un peuple barbare, Francs, à la vraie foi, notamment celle de Clovis. C'est la raison pour laquelle il l'écrivit en latin mi-littéraire mi-parlé, de telle façon qu'Erich Auerbach peut écrire que « la langue vernaculaire fait partout et indubitablement sentir sa présence dans cette œuvre ». Dans cette optique, Grégoire de Tours y citait un grand nombre de dialogues, discours, discussions, et cette caractéristique est surtout visible dans la numérisation achevée par Fournier, conversations indiquées en bleu.
Par la suite, l’Histoire des Francs a pu servir d'inspiration à d'autres chroniqueurs, notamment à Bède le Vénérable dans son Histoire ecclésiastique du peuple anglais (Historia ecclesiastica gentis Anglorum). C'est peut-être à cause du livre de Bède, un des plus populaires en Europe durant le Moyen Âge, que celui de Grégoire a reçu en retour l'appellation d'Histoire ecclésiastique des Francs (Historia ecclesiastica Francorum).
L’Histoire des Francs a été continuée durant les siècles suivants par des auteurs inconnus, auxquels ont été donnés les noms de Frédégaire et Pseudo-Frédégaire.

## Valeur en tant que document historique
À l'exception du début du Livre I, Grégoire de Tours utilisait principalement un certain nombre de matériaux écrits. Donc, il pouvait profiter des archives ecclésiastiques au regard des histoires des églises alors que sa connaissance par rapport aux guerres n'était pas suffisante, faute de documents. Ainsi, concernant la vie de Clovis, il bénéficiait d'une biographie de saint Remi de Reims, écrite peu de temps après la mort de ce saint et meilleure que celle qui remplaça cette écriture sous le nom de l'évêque Venance Fortunat, mais sans valeur historique,. De plus, lorsque l'œuvre fut écrite, il pouvait profiter des témoins encore vivants, notamment ceux de l'ancienne reine Clotilde qui avait demeuré dans la ville de Tours, de laquelle Grégoire était évêque, plus précisément dans l'abbaye Saint-Martin.
Étant donné que la mentalité au VIe siècle était différente de celle de nos jours, il faut certes que soient scientifiquement vérifiés tous les renseignements dans cette œuvre. De plus, son édition doit être critique. À savoir, encore faut-il une ou des conditions suffisantes. Nonobstant, il s'agit de meilleurs documents ou témoignages de l'époque, grâce à « son esprit de recherche, une connaissance approfondie de la Gaule du VIe siècle » ainsi qu'à sa haute fonction publique et à celle de sa famille. Par exemple, le roi de Bourgogne Gontran conservait son amitié avec cet auteur.
En sortant son œuvre Clovis en 1896, Godefroid Kurth écrivit : « L'Histoire des Francs de Grégoire de Tours est de loin le plus important de tous les documents historiques relatifs à Clovis. À elle seule, elle dépasse en importance et en intérêt tous les autres réunis. Si nous ne la possédions pas, c'est à peine si nous saurions de ce roi autre chose que son existence, et çà et là un trait curieux. Sans elle, ce livre n'aurait pu être écrit. Il est indispensable de connaître la valeur d'un témoignage si précieux ». Donc, il s'agit de l'une des meilleures sources du haut Moyen Âge qui nous donne de nombreuses conditions nécessaires. Cependant, si l'historien Otto Gerhard Oexle (de) voit en Grégoire un chroniqueur consciencieux, il considère que sa volonté de produire des récits qui démontrent et confirment la foi chrétienne, rend son œuvre « objectivement fausse ».
Selon Rémi Brague, expert de la pensée chrétienne médiévale à l'Université Paris I - Sorbonne, cette œuvre est l'une des plus difficiles qui soient à analyser par les étudiants débutants, car l'enchevêtrement de données historiques, métahistoriques, religieuses et personnelles rend l'usage d'un esprit historique critique absolument nécessaire, et donc requiert une formation d'Histoire et d'Archives conséquente.

## Composition
- Livre I : résumé de l'histoire ancienne et universelle du monde, et jusqu'au décès de Saint Martin de Tours en 397[a 1]
- Livre II : dès 397 jusqu'au trépas de Clovis Ier en 511[a 2]
- Livre III : dès 511 jusqu'au décès de Thibert Ier en 547[a 2]
- Livre IV : dès 547 jusqu'au trépas de Sigebert Ier en 575[a 2]
- Livre V : à partir de 575 jusqu'en 580, soit les cinq premières années du règne de Childebert II[a 2]
- Livre VI : dès 580 jusqu'au décès de Chilpéric Ier en 584[a 2]
- Livre VII : année 585[a 2]
- Livre VIII : dès juillet 585, voyage de Gontran, jusqu'au trépas de Léovigild en 586[a 2]
- Livre IX : à partir de 587 jusqu'en 589[a 2]
- Livre X : jusqu'au mois d'août 591, soit au trépas de l'abbé limousin saint Yrieix[a 2] ; liste des évêques de Tours (à partir du Ier jusqu'au XIXe, à savoir saint Grégoire)[7]

## Manuscrits
- Bibliothèque nationale de France, manuscrit latin 17655, Gregorius Turonensis episcopus, Historia Francorum

Manuscrit achevé à la fin du VIIe siècle, vraisemblablement à l'abbaye de Luxeuil ou à Saint-Pierre de Corbie. Au IXe siècle, il était conservé à cette dernière. En 1756, la Bibliothèque du roi accueillit ce manuscrit [lire en ligne (fac-similé)]
- Bibliothèque municipale de Cambrai, manuscrit 624

Ce manuscrit fut découvert, par Dom Bouquet, dans une église de Cambrai. Il s'agit de dix tomes dont six livres avaient été écrits en grandes lettres romaines onciales. Les quatre derniers sont moins anciens.
- Bibliothèque royale de Belgique, manuscrit 9403

Manuscrit mutilé, au cours du chapitre 29 du livre X ; copié en minuscule caroline dans la seconde moitié du VIIIe siècle [lire en ligne]

## Publications

### Publications originales
- 1561 : Gregorii Turonensis, Historia Francorum, cum Adnis Viennensis chronicon, Paris[10],[a 3]
- 1610 : Grégoire de Tours, L'Histoire françoise de saint GRÉGOIRE de Tours, contenue en dix livres, augmentée d'un onzième livre, traduite du latin par C. B. D., traduction par Claude Bonet, Seb. du Molin, Tours[11],[a 3]
- 1668 : Grégoire de Tours, Les Histoires de S. Grégoire, évesque de Tours, contenant ses livres de la Gloire des Martyrs & des Confesseurs, avec les quatre Livres de la Vie de S. Martin, & celui de la Vie de Pères, traduction par Michel de Marolles, Frédéric Leonard, Paris[a 3] [lire en ligne : seconde partie]
- 1699 : Grégoire de Tours, traduction par Thierry Ruinart[12]
- 1823 : Grégoire de Tours, Histoire des Francs, dans la collection des Mémoires relatifs à l'histoire de France, depuis la fondation de la monarchie française jusqu'au XIIIe siècle, traduction par François Guizot, J.-L.-J. Brière, Paris
- 1836 - 1838 : Sancti Georgii Florentii Gregorii / Georges Florent Grégoire, Historiæ ecclesiasticæ Francorum / Histoire ecclésiastique des Francs, texte en latin et traduction par Joseph Guadet et N. R. Taranne, 4 tomes, Société de l'histoire de France et Édition Renouard, Paris
- 1861 : Grégoire de Tours, Histoire des Francs, nouvelle édition de Guizot, augmentée de la géographie par Alfred Jacobs, 2 tomes, Librairie Académique, Paris[13]

Voir aussi : publications depuis le XIXe siècle dans la référence Wikipédia

### Réimpressions chez Hachette Livre BnF
- Histoire des Francs. 1 (Éd. 1823),
  - 2012  (ISBN 978-2-01-255272-2) 504 p.
  - 2017  (ISBN 978-2-01-970338-7) 504 p.
- Histoire des Francs. 2 (Éd. 1823),
  - 2012  (ISBN 978-2-01-255273-9) 405 p.
  - 2017  (ISBN 978-2-01-970337-0) 405 p.
- Histoire ecclésiastique des Francs. Suivie d'un sommaire de ses autres ouvrages, et précédée de sa vie écrite au Xe siècle Tome 1 (Éd. 1859 - 1862), 2012  (ISBN 978-2-01-255429-0) 338 p.
- Histoire ecclésiastique des Francs. Suivie d'un sommaire de ses autres ouvrages, et précédée de sa vie écrite au Xe siècle Tome 2 (Éd. 1859 - 1862), 2012  (ISBN 978-2-01-255430-6) 488 p.
- Histoire des Francs, livres I - VI : texte du manuscrit de Corbie. Bibliothèque nationale, ms. latin 17655 (Éd. 1886), 2017  (ISBN 978-2-01-288871-5) 297 p.
- Histoire des Francs, livre VII - X : texte du manuscrit de Bruxelles, Bibliothèque royale de Bruxelles, ms. 9403 (Éd.1893), 2012  (ISBN 978-2-01-255271-5) 253 p.